# یاری وانهالا
یاری وانهالا (فنلاندی: Jari Vanhala؛ زادهٔ ۲۹ اوت ۱۹۶۵) بازیکن فوتبال اهل فنلاند بود.
از باشگاه‌هایی که در آن بازی کرده‌است می‌توان به باشگاه فوتبال اینتر تورکو، باشگاه فوتبال هلسینکی، باشگاه فوتبال یارو، و باشگاه فوتبال برادفورد سیتی اشاره کرد.
وی همچنین در تیم ملی فوتبال فنلاند بازی کرده‌است.